# Viera Benková
Viera Benková-Popitová známá především jako Viera Benková (srbsky Вјера Бенкова, * 23. dubna 1939 Báčsky Petrovec) je jednou z popředních slovenských spisovatelů ve Vojvodině. Studovala český a slovenský jazyk a literaturu na Filologické fakultě v Bělehradě. Pracovala jako novinářka v rádiu. V roce 2014 ji Asociace slovenských spisovatelů udělila Cenu za celoživotní dílo a v roce 2015 i Sdružení spisovatelů Srbska také Cenu za celoživotní dílo.

## Život
Viera Benková se narodila 23. dubna 1939 v Báčském Petrovci v řemeslnické rodině. Základní školu vychodila ve svém rodišti, kde také navštěvovala gymnázium, které ukončila v roce 1957. Později se přestěhovala do Bělehradu, kde na Filologické fakultě vystudovala český a slovenský jazyk a literaturu. Studium úspěšně ukončila v roce 1971. V letech 1965–1978 byla členkou redakce literárního časopisu Nový život.
V roce 1967 vstoupila do Svazu spisovatelů Jugoslávie a v roce 1985 do Spolku spisovatelů Vojvodiny, kde po několik let byla také členem redakce a spolupracovníkem vydavatelství Stražilovo v Irigu.

## Činnost
Viera Benková v důchodu spolupracuje s Obecním rádiem, kde je stálým spolupracovníkem. Dlouhá léta byla místopředsedkyně Místní pobočky Matice slovenské v Petrovci, kde působí dodnes. V letech 1983–1993 pracovala v Kulturně-uměleckém spolku Pavla Josefa Šafaříka v Novém Sadu.
Jako spisovatelka publikovala v mnoha literárních časopisech v Jugoslávii a na Slovensku, Rumunsku, Bulharsku, Itálii a zastoupena je ve světových antologiích v Indii, Švédsku, v esperantu v Brazílii, stejně jako v bývalé Jugoslávii. Od roku 1990 je také členem Spolku slovenských spisovatelů v Bratislavě.